# Lawrence Turman
Lawrence Turman est un producteur de cinéma américain né le 28 novembre 1926 à Los Angeles et mort dans la même ville le 1er juillet 2023.

## Biographie

### Famille
Lawrence Turman est le père de John Turman qui a notamment écrit le scénario de Hulk réalisé par Ang Lee.

## Filmographie

### Comme producteur
- 1961 : Les Blouses blanches (The Young Doctors) de Phil Karlson
- 1963 : L'Ombre du passé (I Could Go on Singing) de Ronald Neame
- 1963 : Les Heures brèves (Stolen Hours) de Daniel Petrie : producteur délégué
- 1964 : Que le meilleur l'emporte (The Best Man) de Franklin J. Schaffner
- 1967 : Une sacrée fripouille (The Flim-Flam Man) d'Irvin Kershner
- 1967 : Le Lauréat (The Graduate) de Mike Nichols
- 1968 : Les Pervertis (Pretty Poison) de Noel Black : producteur délégué
- 1969 : The Flim-Flam Man d'Alan Rafkin (téléfilm) : producteur délégué
- 1970 : L'Insurgé (The Great White Hope) de Martin Ritt
- 1971 : The Marriage of a Young Stockbroker de Lawrence Turman
- 1973 : She Lives ! de Stuart Hagmann (téléfilm) : producteur délégué
- 1974 : Get Christie Love ! de William A. Graham (téléfilm) : producteur délégué
- 1974 : The Morning After de Richard T. Heffron (téléfilm) : producteur délégué
- 1974 : Unwed Father de Jeremy Kagan (téléfilm) : producteur délégué
- 1974 : Get Christie Love ! (série télévisée)
- 1974 : The Nickel Ride de Robert Mulligan : producteur délégué
- 1975 : La Toile d'araignée (The Drowning Pool) de Stuart Rosenberg
- 1977 : Héros (Heroes, titre québécois Le Héros) de Jeremy Kagan
- 1977 : First Love de Joan Darling
- 1979 : Walk Proud de Robert E. Collins
- 1981 : L'Homme des cavernes (Caveman) de Carl Gottlieb
- 1982 : Between Two Brothers de Robert Michael Lewis (téléfilm) : producteur délégué
- 1982 : The Gift of Life de Jerry London (téléfilm) : producteur délégué
- 1982 : The Thing (titre québécois L'Effroyable chose) de John Carpenter
- 1983 : Second Thoughts (en) de Lawrence Turman
- 1984 : Prêchi-prêcha (Mass Appeal) de Glenn Jordan
- 1985 : Un été pourri (The Mean Season) de Phillip Borsos
- 1986 : News at Eleven de Mike Robe (téléfilm) : producteur délégué
- 1986 : Short Circuit (titre québécois Cœur circuit) de John Badham
- 1986 : Deux flics à Chicago (Running Scared, titre québécois Sauve qui peut) de Peter Hyams
- 1988 : Appelez-moi Johnny 5 (Short Circuit 2) de Kenneth Johnson
- 1988 : Full Moon in Blue Water de Peter Masterson
- 1989 : Skate Rider (en) (Gleaming the Cube) de Graeme Clifford
- 1994 : Guet-apens (The Getaway, titre québécois Le Guet-apens) de Roger Donaldson
- 1994 : La Rivière sauvage (The River Wild) de Curtis Hanson
- 1996 : Pretty Poison de David Burton Morris (téléfilm) : producteur délégué
- 1997 : Booty Call (titre québécois Allo Baba ou Sept semaines d'attente) de Jeff Pollack : producteur délégué
- 1998 : Sur la route du souvenir (The Long Way Home) de Glenn Jordan (téléfilm) : producteur délégué
- 1998 : American History X (titre québécois Generation X-treme) de Tony Kaye : producteur délégué
- 2000 : Blanc comme l'enfer (Miracle on the Mountain: The Kincaid Family Story) de Michael Switzer (téléfilm) : producteur délégué
- 2001 : Kingdom Come de Doug McHenry : producteur délégué
- 2001 : Escrocs (What's the Worst That Could Happen?, titre québécois Le Pire qu'il pourrait arriver) de Sam Weisman

### Comme réalisateur
- 1983 : Second Thoughts (en)
- 1971 : The Marriage of a Young Stockbroker (en)